# Łęki Wielkie
Łęki Wielkie (niem. Gross-Lenki) – wieś w Polsce położona w województwie wielkopolskim, w powiecie grodziskim, w gminie Kamieniec. Na południe od wsi przepływa Północny Kanał Obry.

## Historia
Nazwa wsi pochodzi zapewne od łąk znajdujących się w pobliżu, w dolinie Obry. Wcześniejsze nazwy to: Łąka, Lęky major, Lanki, Lanky, Lanczko.
Pierwsza wzmianka pochodzi z 1298 roku i dotyczy tutejszej parafii. Używano wtedy nazwy Lanki.
W końcu XIV wieku stanowiła własność Łąckich, w II poł. XV w. także Zbąskich, a potem ich spadkobierców, którzy posiadali również Łęki Małe.
W końcu XV w. część Łęk Wielkich i Łęk Małych znajdowała się w rękach Gnińskich, herbu Trach. W 1580 roku wymieniani jako właściciele byli Piotr Opaliński i Stanisław Gniński. Od 1641 roku właścicielem był Samuel Gniński. Od XVI do XIX wieku Łęki Wielkie należały do Opalińskich, Gnińskich i Mielżyńskich.
W okresie Wielkiego Księstwa Poznańskiego (1815-1848) miejscowość wzmiankowana jako Łęki Wielkie należała do wsi większych w ówczesnym pruskim powiecie Kosten rejencji poznańskiej. Łęki Wielkie należały do okręgu wielichowskiego tego powiatu i stanowiły część majątku Karczew (dziś Karczewo), który należał wówczas do Mikołaja Mielżyńskiego. W skład majątku Karczew wchodziły wówczas także: Jaskółki, folwark Plastowo oraz Wołkowo. Według spisu urzędowego z 1837 roku Łęki Wielkie liczyły 278 mieszkańców, którzy zamieszkiwali 23 dymy (domostwa).
Pod koniec XIX wieku Łęki Wielkie (niemiecka nazwa Gross-Lenki) liczyły 39 domostw i 373 mieszkańców. Pod względem wyznaniowym przeważali katolicy (362) nad ewangelikami (6) i żydami (5). Miejscowa parafia należała do dekanatu grodziskiego.
W 1936 roku folwark odziedziczył Maksymilian Kęszycki.
W latach 1954–1968 wieś należała i była siedzibą władz gromady Łęki Wielkie, po jej zniesieniu w gromadzie Wolkowo, a po jej zniesieniu w 1971 w gromadzie Kamieniec. W latach 1975–1998 miejscowość położona była w województwie poznańskim. W 2011 Łęki Wielkie liczyły 273 mieszkańców.

## Ludzie związani ze wsią
- W 1891 urodził się tutaj Jan Chylewski, podpułkownik artylerii Wojska Polskiego, kawaler Orderu Virtuti Militari, ofiara zbrodni katyńskiej.
- W 1952 w Łękach Wielkich urodził Mieczysław Stachowiak, generał broni Wojska Polskiego, były I zastępca Szefa Sztabu Generalnego Wojska Polskiego, w okresie od 10 kwietnia do 7 maja 2010 roku pełniący obowiązki Szefa Sztabu Generalnego Wojska Polskiego.

## Zabytki
W rejestrze zabytków Narodowego Instytutu Dziedzictwa umieszczono drewniany kościół pw. św. Katarzyny i Niepokalanego Serca Marii, zbudowany w 1776 roku z fundacji pisarza wielkiego koronnego Maksymiliana Mielżyńskiego. W 1904 kościół został przebudowany.
W odległości 2,5 km od wsi znajduje się pierścieniowate grodzisko, którego wał liczy 5 m wysokości, a obwód 110 m. Grodzisko zarosły stare drzewa: wiązy i dęby.
Przez wieś przebiega żółty pieszy szlak turystyczny z Wilkowa Polskiego do Konojadu.